# Melani Mitsch
Melani Mitsch (* 1. Dezember 1983 in Marktoberdorf geborene Melani Marcantonio) ist eine ehemalige deutsch-italienische Handballspielerin. Ihre Spielposition war Rückraum Mitte.

## Karriere
Ihre Karriere begann Melani Mitsch mit sieben Jahren beim TSV Marktoberdorf im Allgäu. In der Jugendzeit wechselte sie zum damaligen bayerischen Landesligisten TSV Lohr am Main. Schon im darauffolgenden Jahr spielte sie für den Zweitligisten DJK Augsburg-Hochzoll. Als sich dieser Verein aufgrund fehlender finanzieller Mittel für Ligalizenzen abmelden musste, wechselte sie 2003 zum Ligarivalen HSG Bensheim/Auerbach und gewann mit dieser Mannschaft in der Saison 2009/10 die Meisterschaft der 2. Handball-Bundesliga (Gruppe Süd). Ab der Saison 2010/11 spielte Mitsch bis 2012 bei der FSG Sulzbach/Leidersbach in der 3. Liga. Danach wechselte sie zum Drittligisten SG TSG/DJK Mainz-Bretzenheim. Im Mai 2014 musste sie aus gesundheitlichen Gründen ihre aktive Handballkarriere beenden.
Die verheiratete Gymnasiallehrerin mit der Fächerkombination Sport und Mathematik spielte für die italienische Nationalmannschaft, sowohl auf Sand als auch in der Halle. Am 28. Juni 2009 wurde sie mit Italien im norwegischen Larvik Europameister im Beachhandball.